# Robert Pastorelli
Robert Pastorelli (New Brunswick, New Jersey, 21 juni 1954 - 8 maart 2004) was een Amerikaans acteur.
Hij had veel rollen in televisieseries, films en theaterstukken, maar is waarschijnlijk het meest bekend van de televisieserie Murphy Brown, waarin hij zeven jaar lang de rol van Eldin Bernecky speelde. In 1993 speelde hij een gevaarlijk moordenaar in de film Striking Distance, met tegenspelers Bruce Willis en Sarah Jessica Parker.
Samen met zijn vriendin Charemon Jonovich had hij een dochter, Gianna. Jonovich werd in 1999 op 25-jarige leeftijd dood in haar huis gevonden. Volgens de politie loste ze per ongeluk een schot op haarzelf, waaraan ze is overleden.

## Overlijden
Robert Pastorelli werd in 2004 dood in zijn huis in Hollywood Hills gevonden. Sectie toonde later aan dat hij aan een overdosis heroïne was overleden. Hij gebruikte eveneens cocaïne, maar dat droeg niet bij aan zijn dood.
Zijn laatste rol was die van een huurmoordenaar in Be Cool, waarin ook John Travolta speelde.

## Filmografie
- 1987 - Beverly Hills Cop II - Vinnie
- 1988 - Murphy Brown - Eldin Bernecky
- 1990 - Dances with Wolves - Timmons
- 1993 - Sister Act 2: Back in the Habit - Joey Bustamante
- 1996 - Eraser - Johnny C.
- 1997 - A Simple Wish - Oliver Grenning
- 1998 - Scotch and Milk - The Skipper
- 2000 - Bait - Jaster
- 2001 - South Pacific - Luther Billis
- 2005 - Be Cool - Joe Loop